# Ел Хаџаџ ибн Јусуф
Ел Хаџаџ ибн Јусуф (арап. الحجاج بن يوسف / ALA: Ел Хаџāџ бин Јūсуф (или верзија транслитериран), такође познат под пуним именом Ел Хаџаџ ибн Јусуф ел Кулајб ili Ел Хаџаџ ибн Јусуф ел Такафи) (почетком јуна 661 (40 AH) – AD 714 (95. AH)) био је арапски великодостојник и политичар у служби Омејадског калифата.
Ел Хаџаџ је у традиционалним историјама описиван као интелигентан, али строг, окрутан владар, иако савремени историчари сматрају да је то последица касније абасидске пропаганде, односно несклоности велможи који се истицао својом верношћу претходној Омејадској династији. Ел Хаџаџ бин Јоусуфу се традиционално приписује кључна улога у избору војсковођа који су крајем 7. и почетком 8. вијека били заслужни за неке од најспектакуларнијих војних похода које су калифат довеле до његовог територијалног врхунца.

## Биографија
Био је родом из града Та'ифа у Хиџазу. Као младић је дошао у Дамаск да би се прикључио шурти, односно полицијским снагама Омејада. Привикао је пажњу калифа Абд ел Малик ибн Марвана брзим успостављањем дисциплине у војним редовима. Калиф му је 691. поверио гушење устанка Абудаха ибн Зубејра. Хаџаџ је са 2000 људи из Куфе напредовао на југ, заузео родни Та'иф и користио га као базу против побуњеника. Након неуспелих преговора о предаји и амнестији, ставио је Зубејрово упориште Меку под опсаду, па га је чак и бомбардовао катапултима, при чему је оштећена Ћаба. У октобру 692. Ибн Зубејр је коначно поражен, а Ел Хаџаџ је постао гувернер Хиџаза, где се истакао својом строгом владавином.
Године 694. Ел Хаџаџ је послан у данашњи Ирак где је служио као гувернер, где се такође истакао својом окрутношћу. Због тога је 699. избио устанак који је угушен 701. Ел Хаџаџ су после тога проширене области које су се налазиле под његовом управом и на Персију. Тамо се истакао оштром политиком према домаћем становништву, чију је зороастричку религију сматрао извором проблема, па је без милости прогонио њихове становнике. Осим традиционалне персијске вере опасношћу по арапску власт сматрао је и персијски језик; због тога је донео одлуку да се као службени језик уведе арапски. Сличну сугестију је калиф прихватио и за остатак свог царства, као и Ел Хаџаџову сугестију да Калифат почне да кује сппствену валуту - динар. Ел Хаџаџ је, пак, у настојању да арабизује подручја под својом влашћу из практичних разлога увео реформе у арапско писмо, које су се пре свега односиле на увођење дијакритичких знакова.
Ел Хаџаџ је такође имао важну улогу у територијалном ширењу Калифата; под његовим покровитељством је млади Мухамед ибн Касим подузео поход којим је заузео данашњи Синд, а Кутајба ибн Муслим је предузео поход на данашњи Туркестан. Ел Хаџаџов стићеник је био и Муса ибн Нусејр, освајач Северне Африке и Шпаније.